# Мумба-Сідней – Літгоу
Мумба-Сідней – Літгоу – трубопровід, що подає блакитне паливо до ряду районів австралійського штату Новий Південний Уельс. 
Трубопровід, який почав роботу в 1987 році, є бічним відгалуженням від потужної системи Мумба – Сідней. Він починається в районі міста Янг, має довжину 212 кілометрів та виконаний в діаметрі 150 мм. Крім того, від основної траси Янг – Літгоу існують перемички до міст Оберн, Орандж та Батерст загальною протяжністю 57 кілометрів, на яких використали діаметри 150 мм (до Оберна) та 100 мм. 
Операційний тиск трубопроводу дорівнює 9,9 МПа. Перекачування ресурсу здійснює компресорна станція у Янг, що забезпечує пропускну здатність у 0,53 млн м3 на добу.
Подача ресурсу блакитного палива дозволила закрити завод штучного газу у Літгоу, який працював ще з 1888 року (до 1979-го він провадив газифікацію вугілля, після чого був переведений на газифікацію зрідженого нафтового газу).